# Bannoncourt
Bannoncourt település Franciaországban, Meuse megyében. Lakosainak száma 161 fő (2022. január 1.). Bannoncourt Lacroix-sur-Meuse, Woimbey, Dompcevrin, Lahaymeix, Maizey és Rouvrois-sur-Meuse községekkel határos.

## Népesség
A település népességének változása:
| Lakosok száma | 165  | 151  | 163  | 182  | 163  | 157  | 155  | 159  | 160  | 161  |
|               | 1968 | 1982 | 1990 | 2006 | 2013 | 2015 | 2017 | 2019 | 2020 | 2022 |